# Ранчо Хосе Луис Кано (Катемако)
Ранчо Хосе Луис Кано (шп. Rancho José Luis Cano) насеље је у Мексику у савезној држави Веракруз у општини Катемако. Насеље се налази на надморској висини од 80 м.

## Становништво
Према подацима из 2005. године у насељу је живело 6 становника.

### Хронологија
| Година       | 2000 | 2005 |
| ------------ | ---- | ---- |
| Становништво | 5    | 6    |

### Попис
| # | Индикатор                        | Вредност |
| - | -------------------------------- | -------- |
| 1 | Укупно појединачних домаћинстава | 2        |